# Junan
Junan är ett härad som lyder under Linyis stad på prefekturnivå i Shandong-provinsen i norra Kina. Det ligger omkring 230 kilometer sydost om provinshuvudstaden Jinan. 
1. ↑  http://www.geohive.com/cntry/CN-37_ext.aspx